# Bataille des îles Komandorski
Seconde Guerre mondiale
Batailles
Batailles et opérations de la guerre du Pacifique

Japon :
- Raid de Doolittle
- Bombardements stratégiques sur le Japon (Tokyo
- Yokosuka
- Kure
- Hiroshima et Nagasaki)
- Raids aériens japonais des îles Mariannes
- Campagne des archipels Ogasawara et Ryūkyū
- Opération Famine
- Bombardements navals alliés sur le Japon
- Baie de Sagami
- Invasion de Sakhaline
- Invasion des îles Kouriles
- Opération Downfall
- Reddition du Japon

Pacifique central :
- Pearl Harbor
- Guam (1941)
- Wake
- Raid sur les îles Gilbert et Marshall
- Opération K
- Midway
- Opération RY
- Campagne des îles Gilbert et Marshall
- Campagne des îles Mariannes et Palaos
- Campagne des archipels Ogasawara et Ryūkyū
- Opération Inmate

Pacifique du sud-ouest :
- Nauru
- Invasion des Philippines (1941-42)
- Invasion des Indes orientales néerlandaises
- Opérations de l'Axe dans les eaux australiennes
- Raids aériens japonais sur l'Australie (1942-43)
- Opération Ke
- Campagne des îles Salomon
- Campagne de Nouvelle-Guinée
- Campagne des Philippines
- Campagne de Bornéo (1945)

Asie du sud-est :
- Invasion de l'Indochine (1940)
- Océan Indien (1940-45)
- Guerre franco-thaïlandaise
- Invasion de la Thaïlande
- Campagne de Malaisie
- Hong Kong
- Singapour
- Campagne de Birmanie
- Opération Kita
- Indochine (1945)
- Détroit de Malacca
- Opération Jurist
- Opération Tiderace
- Opération Zipper
- Bombardements stratégiques (1944-45)

Guerre sino-japonaise
Front d'Europe de l’Ouest
Front d'Europe de l’Est
Bataille de l'Atlantique
Campagnes d'Afrique, du Moyen-Orient et de Méditerranée
Théâtre américain
La bataille des îles Komandorski est une bataille navale de la Seconde Guerre mondiale opposant l'US Navy à la Marine impériale japonaise dans la mer de Béring dans l'extrême nord du Pacifique, au large des îles Komandorski. Ce fut l'un des engagements navals les plus inhabituels de cette guerre, aucun appui aérien ou sous-marin n'intervenant dans le combat entre les deux flottes. Si aucune ne l'emporta, la victoire stratégique revint aux Américains avec le retrait de la flotte japonaise et l'abandon du ravitaillement des deux îles aléoutiennes occupées par des navires de surface.

## Déroulement
La bataille eut lieu le 27 mars 1943 au large des îles Komandorski (îles du Commandeur), à l'est de la péninsule du Kamtchatka, en mer de Béring. Les forces américaines eurent connaissance d'un convoi d'approvisionnement des garnisons japonaises des deux îles Aléoutiennes qu'elles occupaient, les îles d'Attu et Kiska, et seul territoire américain occupé par le Japon. L'US Navy envoya alors une force navale commandée par le contre-amiral Charles McMorris pour intercepter le convoi. La flotte de McMorris consistait en 4 destroyers, un croiseur léger et un croiseur lourd. Les Japonais, ce qu'ignoraient les Américains, choisirent d'escorter leur convoi avec 2 croiseurs lourds, 2 croiseurs légers et 4 destroyers, commandés par le vice-amiral Boshirō Hosogaya.
Le matin du 27, le convoi japonais fut intercepté par les navires américains qui lui bloquaient la route et le combat commença. À cause de l'éloignement du site de la bataille et de cette rencontre fortuite en plein océan, aucune des deux flottes ne bénéficia d'un soutien sous-marin ou aérien, limitant cette bataille à un strict engagement de bâtiments de surface. Ce fut le seul cas de ce genre dans les campagnes du Pacifique et le dernier pur duel d'artillerie de l'histoire navale.

## Conséquences
D'un point de vue tactique, l'engagement ne fut pas concluant. Les deux parties subirent des dégâts, les Américains ne subissant pas la puissance de feu supérieure des Japonais comme ils auraient pu la subir. Les forces japonaises auraient pu remporter la victoire mais l'amiral Hosogaya, ne réalisant pas les dégâts sévères que ses navires avaient infligé à l'USS Salt Lake City et craignant qu'un soutien aérien américain ne soit en route, choisit de se retirer avant d'avoir porté le coup de grâce. Ce retrait conduisit à une défaite stratégique des Japonais qui abandonnèrent le réapprovisionnement de leurs garnisons aléoutiennes par bateaux et ne le firent après que par sous-marins.
L'amiral Hosogaya fut retiré du service actif après cette bataille.
La date du 26 mars est souvent donnée pour cette bataille. Cela est dû au fait que les navires américains utilisaient l'heure d'Honolulu qui se trouve de l'autre côté de la ligne de changement de date. Cependant la date locale aux îles Komandorski était le 27 mars.

## Ordre de bataille

### Forces américaines - Task Force Mike:
Task Group 16.6
- Croiseur lourd USS Salt Lake City (CA-25) de la classe Pensacola
- Croiseur léger USS Richmond (CL-9) de la classe Omaha, navire amiral

Destroyer Squadron 14
- Destroyer USS Bailey (DD-492) de la classe Benson
- Destroyer USS Coghlan (DD-606) de la classe Benson
- Destroyer USS Dale (DD-353) de la classe Farragut
- Destroyer USS Monaghan (DD-354) de la classe Farragut

### Forces japonaises -5eFlotte
- Croiseur lourd Nachi de la classe Myōkō, navire amiral
- Croiseur lourd Maya de la classe Takao
- Croiseur léger Abukuma de la classe Nagara
- Croiseur léger Tama de la classe Kuma
- Destroyer Ikazuchi de la classe Fubuki
- Destroyer Inazuma de la classe Akatsuki
- Destroyer Hatsushimo de la classe Hatsuharu
- Destroyer Wakaba de la classe Hatsuharu
- Transport rapide Asaka Maru
- Transport rapide Sakito Maru